# Maxime Cressy
Maxime Cressy (n. 8 mai 1997)  este un jucător profesionist de tenis francezo-american. Cea mai bună clasare a sa la simplu este locul 31 mondial, la 8 august 2022, iar la dublu, locul 64 mondial, la 8 mai 2023. Cressy a câștigat la simplu un titlu pe Circuitul ATP și 3 titluri pe Circuitul Challenger și 2 titluri de dublu pe ATP Challenger. Înainte de 2018, a jucat pentru țara sa natală, Franța.